# Écomusée du mont Lozère
L'Écomusée du mont Lozère désigne un ensemble de sites destinés à faire découvrir le patrimoine naturel et culturel du mont Lozère. Le siège de cet écomusée était la Maison du mont Lozère dans la commune du Pont-de-Montvert, fermée depuis octobre 2018.

## Sites

### Maison du mont Lozère
La maison du mont Lozère abritait un musée, fermée en 2018, ouvert toute l'année qui traitait de multiples facettes du mont Lozère : géologie, faune, flore, histoire, culture, architecture, paysages, etc. Toutes ces thématiques sont également traitées en milieu naturel ou sur site, le principe de l'écomusée était  de faire découvrir le patrimoine là où il se trouve. Les collections devaient  être très partiellement exposées dans un futur bâtiment en cœur de village en 2025 au plus tôt , avec un espace d’exposition plus petit. De ce fait les collections qui pour une part ont été collectées gracieusement auprès de la population, seront restées invisibles pendant de nombreuses années. C’est toute une classe d’enfants a qui on aura caché les objets quotidiens de leurs ancêtres, objets qui racontent une histoire, celle du travail manuel.

### Sentiers de découverte
L'écomusée du mont Lozère dispose de dix sentiers d'interprétation :
Le sentier des Menhirs
Sentier de Montcuq
Sentier d'interprétation autour des fonctions de la forêt. Fiche pour adultes et fiche conçue spécialement pour les enfants disponible au départ du sentier. Départ sur la D 998, à 1 km avant les Bastides en direction de Vialas. Durée : 1 h 30.
Sentier de l’Hermet
Sentier du canal de la Viale
Sentier des Pradillous
Sentier de la Pelouse
Sentier d'interprétation qui monte au sommet du mont Lozère : le sommet de Finiels (1 690 m). Il explique le milieu exceptionnel qu'est le mont Lozère avec notamment le développement de la pelouse d'altitude. Départ au col de Finiels sur la D 20. Durée :  2 h.
Sentier du Pont
Sentier de Vialas
Sentier de Coudoulous
Sentier du Mas Camargues